# إسحاق غراي
وهو سياسي أمريكي كان حاكما على ولاية إندياناولد إسحاق بي غراي في 18 تشرين الأول - أكتوبر من سنة 1828 في ولاية بنسلفانيا الأمريكية شغل غراي منصب حاكم على ولاية انديانا مرتين المرة الأولى كانت ما بين نوفمبر من سنة 1880 إلى 10 يناير من سنة 1881 والمرة الثانية كانت ما بين عامي 1885 إلى عام 1889 توفي إسحاق بسي غراي في 14 شباط - فبراير من سنة 1895 في مكسيكو سيتي في المكسيك.